# まばたき (YUKIのアルバム)
『まばたき』は、YUKIの8枚目のオリジナルアルバム。2017年3月15日にソニー・ミュージックレーベルズの内部レーベルであるエピックレコードジャパンより発売された。同年3月29日にアナログ盤とカセットテープがリリースされた。

## 解説
前作『FLY』からおよそ2年ぶりの新作で、前作以降にリリースされたシングル曲など、全13曲が収録される。ただし、2015年7月29日に発売された28thシングル『好きってなんだろう…涙/となりのメトロ』は両曲共に収録されていない。
本作は、2002年のソロデビューから15周年を踏まえてリリースされる作品で、「自称“ミス・大丈夫”（YUKI）がお届けする YUKI史上最強超ド級無敵ポップアルバム」と語っている。
今作は、初回限定盤（2CD+DVD）と通常盤（CDのみ）、後に完全生産限定盤（アナログ・カセットテープ）の4形態で、このうちの完全生産限定盤は3月29日に同時リリースが予定されている。なお、初回限定盤には通常盤のCDに加え、2016年にファンクラブ限定で開催されたツアー「YUKI LIVE "commune of ten"」内から厳選したライブ音源CDとダイジェストを収録したDVDが付属される。
リリースを記念してタワーレコード全国9店舗にて本人による手描きのジャケットイラストが設置された。

## 収録曲

### Disc1: CD
| 全作詞: YUKI、全編曲: YUKI、玉井健二&百田留衣。 |                                          |           |             |                      |      |
| #                                               | タイトル                                 | 作詞      | 作曲        | ストリングスアレンジ | 時間 |
| 1.                                              | 「暴れたがっている」                     | YUKI      | 蔦谷好位置  |                      | 2:39 |
| 2.                                              | 「さよならバイスタンダー」(31stシングル) | YUKI      | 飛内将大    | 弦一徹               | 4:03 |
| 3.                                              | 「こんにちはニューワールド」             | YUKI      | yumeiroecho |                      | 4:25 |
| 4.                                              | 「無敵」                                 | YUKI      | 三橋隆幸    |                      | 4:29 |
| 5.                                              | 「名も無い小さい花」                     | YUKI      | KOMODA      |                      | 3:24 |
| 6.                                              | 「レディ・エレクトリック」               | YUKI      | KOHJIRO     |                      | 4:38 |
| 7.                                              | 「私は誰だ」                             | YUKI      | HALIFANIE   |                      | 4:03 |
| 8.                                              | 「tonight」(29thシングル)                | YUKI      | AlbatoLuce  |                      | 4:04 |
| 9.                                              | 「ポストに声を投げ入れて」(30thシングル) | YUKI      | 横山裕章    |                      | 5:21 |
| 10.                                             | 「バスガール」                           | YUKI      | 伊藤立      |                      | 3:41 |
| 11.                                             | 「2人だけの世界」                        | YUKI      | 大西省吾    |                      | 2:43 |
| 12.                                             | 「聞き間違い」                           | YUKI      | 中野領太    |                      | 5:35 |
| 13.                                             | 「トワイライト」                         | YUKI      | Jess、Kenji |                      | 3:37 |
| 合計時間:                                       | 合計時間:                                | 合計時間: | 合計時間:   | 52:42                |      |

### Disc2: CD（初回限定盤のみ）
| #         | タイトル                     | 作詞  | 作曲・編曲 | 時間 |
| --------- | ---------------------------- | ----- | ---------- | ---- |
| 1.        | 「コミュニケーション」       |       |            | 4:39 |
| 2.        | 「ありがとう」               |       |            | 7:03 |
| 3.        | 「ファンキー・フルーツ」     |       |            | 4:30 |
| 4.        | 「あおぞら」                 |       |            | 4:25 |
| 5.        | 「ミス・イエスタデイ」       |       |            | 4:52 |
| 6.        | 「恋人よ」                   |       |            | 7:29 |
| 7.        | 「スウィートセブンティーン」 |       |            | 3:42 |
| 8.        | 「君を束縛したいのです」     |       |            | 4:20 |
| 9.        | 「あの娘になりたい」         |       |            | 3:58 |
| 10.       | 「集まろう for tomorrow」    |       |            | 4:51 |
| 合計時間: | 合計時間:                    | 49:49 |            |      |

### Disc3: DVD（初回限定盤のみ）
| #  | タイトル                 | 作詞 | 作曲・編曲 | 時間 |
| -- | ------------------------ | ---- | ---------- | ---- |
| 1. | 「ダイジェストムービー」 |      |            | 4:30 |

## タイアップ
| 楽曲                   | タイアップ                                                                      | 起用年          |
| ---------------------- | ------------------------------------------------------------------------------- | --------------- |
| さよならバイスタンダー | NHK総合系アニメ「3月のライオン」オープニングテーマ                              | 2016年 - 2017年 |
| tonight                | KADOKAWA・松竹系配給映画『グラスホッパー』主題歌                                | 2015年          |
| ポストに声を投げ入れて | 東宝系配給映画「ポケモン・ザ・ムービーXY&Z ボルケニオンと機巧のマギアナ」主題歌 | 2016年          |
| 聞き間違い             | 花王フレアフレグランス「『香りで前を向く』篇」テレビCMソング                    | 2017年          |